# Franz von Prümmer
Franz von Prümmer (* 4. April 1920 in Winterstettenstadt; † 6. November 1981 in Oberthulba) war ein deutscher Politiker (CSU).

## Leben
Prümmer wuchs in Kitzingen auf, wo er die Volksschule und das Gymnasium besuchte. Im Zweiten Weltkrieg gehörte er dem Reichsarbeitsdienst und der Wehrmacht an. Danach studierte er an den Universitäten Würzburg und Minnesota. Von 1946 bis 1958 leitete er Lehrgänge für Jugend- und Erwachsenenbildung sowie Jugend- und Nachbarschaftsheime. Später arbeitete er als Redakteur und kaufmännischer Angestellter in einem Bauunternehmen. 1959 wurde er bei der Katholischen Arbeitnehmerbewegung in der Diözese Würzburg hauptamtlicher Referent für kirchliche, soziale und politische Erwachsenenbildung sowie für Sozial- und Arbeitsrecht. 1971 gründete er die Bundesarbeitsgemeinschaft für Arbeitskammern, deren erster Vorsitzender er auch war. 1972 wurde er stellvertretender Vorsitzender des Stiftungsrates der Bayerischen Landesstiftung, 1979 Vorsitzender des Landesgesundheitsrats.
Prümmer gehörte dem Vorstand der CSU im unterfränkischen Bezirksverband sowie dem Landesvorstand der Christlich-Sozialen Arbeitnehmerschaft an und war außerdem Kreisrat und Mitglied des Kreisausschusses in Schweinfurt. 1966 zog er erstmals in den Bayerischen Landtag ein. Wurde er zunächst über die Wahlkreisliste ins Parlament gewählt, gewann er 1970 das Direktmandat im Stimmkreis Bad Kissingen-Stadt und -Land, Bad Neustadt an der Saale und nach der Stimmkreisreform 1974 und 1978 im Stimmkreis Bad Kissingen. Er hatte das Mandat bis zu seinem Tod inne, sein Nachfolger wurde Norbert Geis.